# Kurt von Schuschnigg
Kurt Schuschnigg o von Schuschnigg (Riva del Garda, Àustria-Hongria, 14 de desembre de 1897 - Mutters, 18 de novembre de 1977) va ser un polític austríac, que el 1934 va succeir a Engelbert Dollfuss com a canceller d'Àustria -en aquest moment sota un règim de govern autoritari- després de l'assassinat d'aquest. Va ocupar el càrrec fins a 1938, quan va dimitir per la pressió de Hitler, prèvia al Anschluss.

## Carrera política
Schuschnigg va estudiar dret a la Universitat d'Innsbruck i va servir en files durant la I Guerra Mundial. Després de la guerra es va incorporar al Partit Socialcristià austríac, va exercir l'advocacia a Innsbruck i va ser triat al Parlament el 1927, amb 30 anys. El 1930 va fundar una milícia irregular, reclutada d'entre les files de les joventuts catòliques. Entre 1932 i 1933 va ocupar el càrrec de ministre de Justícia; a l'any següent l'hi va nomenar per a la cartera d'Educació.
El juliol del 1934, arran de l'assassinat de Dollfuss durant el fallit cop d'estat de juliol va ser designat canceller (cap de Govern).

## Captivitat i postguerra
Immediatament després de l'Anschluss, Schuschnigg va estar sota arrest domiciliari fins al 28 de maig. Durant aquests catorze dies, la Gestapo es va encarregar d'evitar que dormís. Després va ser traslladat a les noves casernes generals de la Gestapo a l'Hotel Metropole de Viena. Schuschnigg va passar els següents disset mesos en confinament solitari en una habitació del cinquè pis, on va ser sotmès a tota classe d'humiliacions. La Gestapo el va obligar contínuament a netejar les latrines de les SS utilitzant la seva tovallola personal. Un any després de la seva caiguda, Schuschnigg va ser examinat per un doctor de les SS, qui el va trobar en "excel·lent estat" de salut, ignorant el fet que havia perdut vint-i-sis quilograms.
Després va ser empresonat en el camp de concentració de Sachsenhausen. No obstant això, Schuschnigg va poder ser acompanyat per la seva esposa, la comtessa Vera Czernin, qui es va internar voluntàriament per acompanyar el seu espòs en la seva penosa captivitat. El 1941, la parella va tenir un fill a Sachsenhausen. Schuschnigg i la seva família van viure en un conjunt especial d'edificis de maons coneguts com les "barraques de Schuschnigg". Les famílies dels oficials involucrats en l'atemptat del 20 de juliol contra Hitler van ser traslladats a aquestes barraques deu dies després de l'incident.
El 1945, la família Schuschnigg va ser traslladada al camp de concentració de Dachau. Posteriorment Schuschnigg escriuria un llibre sobre les seves experiències en aquests ombrívols camps, que seria publicat el 1946 sota el nom de Rèquiem austríac.
Amb la guerra perduda, el govern alemany va ordenar l'execució de diversos presos polítics, entre els quals es trobava Schuschnigg i la seva esposa. Schuschnigg va ser traslladat cap al sud de Tirol, amb l'objectiu de prevenir el seu alliberament per les forces nord-americanes. No obstant això, el 4 de maig, forces nord-americanes van envoltar l'hotel on estava reclòs i es va evitar la seva execució.
Després de la guerra, Schuschnigg es va traslladar als Estats Units per ocupar una càtedra a la Universitat de Saint Louis, on va exercir fins a 1967. La seva esposa va morir a Missouri, el 1959, víctima d'un càncer. Ell va retornar a Àustria el 1967 i va viure a Mutters on va morir el 1977.